# Mame Mbengue
Mame Maty Mbengue (Dakar, 13 aprile 1968) è un'ex cestista senegalese.

## Carriera
Con il Senegal ha disputato i Giochi olimpici di Sydney 2000 e due edizioni dei Campionati mondiali (1990, 1998).